# Copelatus tenebrosus
Copelatus tenebrosus là một loài bọ cánh cứng trong họ Bọ nước. Loài này được Régimbart miêu tả khoa học năm 1880.